# Kamel Ayadi
Pour les articles homonymes, voir Ayadi.
Kamel Ayadi (arabe : كمال العيادي), né le 17 avril 1960, est un ingénieur et homme politique tunisien.

## Biographie

### Études
Titulaire d'un diplôme d'ingénieur de l'École nationale d'ingénieurs de Tunis, il possède aussi un diplôme d'études supérieures spécialisées en droit et un diplôme de langue anglaise de l'université de Cambridge.

### Carrière professionnelle
Kamel Ayadi a été secrétaire général, puis président de l'Ordre des ingénieurs tunisiens. Il est aussi vice-président, puis président de la World Federation of Engineering Organizations de 1999 à 2013. 
Président de l’Instance nationale des télécommunications et membre de l'Union des ingénieurs américains, il fonde et préside des institutions travaillant dans les domaines du développement régional, de la gouvernance, de la lutte anti-corruption et de la science et de la technologie, telles que le Centre de réflexion stratégique pour le développement régional, le Centre international pour la lutte contre la corruption et l'Institut mondial de l'éthique et du leadership.

### Carrière politique
Le 10 novembre 2004, il est nommé secrétaire d'État auprès du ministre de l'Équipement, de l'Habitat et de l'Aménagement du territoire, poste dont il est démis le 13 mars 2005. En 2006, il est nommé comme membre de la Chambre des conseillers.
Lors de la création du parti Nidaa Tounes, il le rejoint et fait partie de son conseil exécutif mais la direction du parti le prive d'être tête de liste lors des élections pour l'Assemblée des représentants du peuple en 2014 ; il se présente donc sur la liste de l'Union pour la Tunisie, constituée autour de la Voie démocratique et sociale, dans la circonscription de Jendouba et recueille 1 803 voix juste derrière la cinquième liste élue.
Le 6 janvier 2016, il est nommé ministre de la Fonction publique, de la Gouvernance et de la Lutte contre la corruption lors du remaniement du gouvernement de Habib Essid.
Le 20 octobre 2016, il est nommé par le président Béji Caïd Essebsi au poste de président du Haut comité du contrôle administratif et financier avec rang de ministre.

### Distinctions
- Prix international George-Washington de l'Union des ingénieurs américains (2011)[2] ;
- Médaille du Mérite de la World Federation of Engineering Organizations (2018)[6],[7].